# And It's Better Now
And It's Better Now è un singolo del gruppo musicale britannico Status Quo, estratto dal trentunesimo album in studio Aquostic (Stripped Bare) e pubblicato il 20 ottobre 2014.
Si tratta della versione acustica dell'omonimo brano originariamente pubblicato nel 1973 nell'album Hello!.

## Tracce
1. And It's Better Now – 3:13 (Rossi, Young)

## Formazione
Gruppo
- Francis Rossi - chitarra, voce
- Rick Parfitt - chitarra, voce, ukulele
- Andy Bown - chitarra, mandolino, armonica, piano, voce
- John 'Rhino' Edwards - basso, chitarra, voce
- Leon Cave - chitarra, batteria, voce

Altri musicisti
- Geraint Watkins − fisarmonica
- Martin Ditcham − percussioni
- Amy Smith − cori
- Richard Benbow − arrangiamento archi
- Lucy Wilkins − violino
- Howard Gott − violino
- Natalia Bonner − violino
- Alison Dods − violino
- Sophie Sirota − viola
- Sarah Wilson − violoncello